# Holalkere
Holalkere è una suddivisione dell'India, classificata come town panchayat, di 14.571 abitanti, situata nel distretto di Chitradurga, nello stato federato del Karnataka. In base al numero di abitanti la città rientra nella classe IV (da 10.000 a 19.999 persone).

## Geografia fisica
La città è situata a 14° 1' 60 N e 76° 10' 60 E e ha un'altitudine di 710 m s.l.m..

## Società

### Evoluzione demografica
Al censimento del 2001 la popolazione di Holalkere assommava a 14.571 persone, delle quali 7.593 maschi e 6.978 femmine. I bambini di età inferiore o uguale ai sei anni assommavano a 1.602, dei quali 831 maschi e 771 femmine. Infine, coloro che erano in grado di saper almeno leggere e scrivere erano 10.592, dei quali 5.984 maschi e 4.608 femmine.